# Месих-паша
Месих-паша (тур. Mesih Paşa, греч. Μεσίχ πασάς; ум. в ноябре 1501 года) — турецкий государственный и военный деятель греческого происхождения. По сообщениям современников был потомком Палеологов и попал в плен при падении Константинополя в 1453 году. Начав карьеру с ичоглана (пажа во дворце), впоследствии он занимал должности санджакбея Галлиполи (командующего флотом) и великого визиря Османской империи. В 1480 году был командующим османскими силами во время осады Родоса.

## Биография

### Происхождение
Катерино Дзено (1440-е — 1490-е) и Анджиолелло (1452 — ок. 1525) называли брата Месиха-паши, Хасс Мурада, «Палеолог». Согласно Ecthesis Chronica XVI века, Месих-паша и его брат Хасс Мурад-паша были сыновьями некоего Гида Палеолога. А Георгий Сфрандзи (1401—1478) назвал их отца «Фома Палеолог Гид». Их отца Анджиолелло называл в Historia Turchesca «братом византийского императора», которым, как считается, был Константин XI Палеолог, последний византийский император, павший в 1453 году во время захвата Константинополя османским султаном Мехмедом II. Если это правда, то ввиду того, что Константин XI умер бездетным, Месих-паша и Хасс Мурад-паша, могли ему наследовать, если бы османы не захватили Константинополь. Однако более нигде такой информации нет, и в других источниках такой брат Константина XI Палеолога не указывается.
Теодор Спандунес (1475/1480 — ок. 1538), утверждавший, что Месих-паша являлся братом его бабки по отцу, также называл Месиха Палеологом и писал, что в 1453 году тот попал в плен к туркам вместе с двумя братьями и ему было 10 лет. Тахрир Дефтер (кадастровый обзор) от 4 ноября 1491 года содержит часть записи о зеамете в области Серре, которая озаглавлена «zeamet-i Paleologos birader-i Mesih Pasha» (зеамет Палеолога, брата Месиха-паши), что подтверждает, что у Хасс Мурада и Месиха был третий брат, поскольку Хасс Мурад погиб в 1473 году. Кроме того, хозяин зеамета упомянут как Палеолог, и это означает, что он не менял веру. О матери их есть данные, что она принадлежала к семье Контарини.

### Карьера при Мехмеде II
Мурад и Месих были обращены в ислам и под покровительством Мехмеда II начали карьеру с пажей (ичогланов) в рамках системы девширме. Хасс Мурад стал фаворитом Мехмеда.
Согласно востоковеду Ф. Бабингеру и османисту Х. Лоури в 1470 году Месих был санджакбеем Галлиполи. Такой титул носил адмирал османского флота, поскольку в Галлиполи находилась основная база османского флота. Якобы, согласно венецианским документам, Месих хотел стать правителем Мореи и предложил передать Галлиполи и флот венецианцам в обмен на 40 000 золотых дукатов. Однако это ошибка, поскольку в венецианских документах имя написано «Маут Басса», что скорее всего означает «Махмуд-паша», а не «Месих-паша». К тому же известно, что в 1470 году именно Махмуд-паша был санджакбеем Галлиполи и командовал морскими операциями.
В источниках нет других данных о службе Месиха до конца 70-х годов. Согласно османскому историку Кемальпашазаде (1468—1536) Месих к концу правления Мехмеда II стал визирем. Возможно, это произошло осенью 1476 года или в начале 1477 года, поскольку в двух документах от 26 ноября 1477 года и 1478 года он назван визирем в период, когда великим визирем был Караманлы Мехмед-паша.
В хронике Мехмеда Нешри (1450—1520) Месих в первый раз упоминается в связи с осадой Родоса. Анджиолелло писал, что весной перед осадой Родоса в 1480 году Месих был назначен четвёртым визирем и санджакбеем Галлиполи. Ему было поручено командование османскими силами по захвату острова, однако все усилия Месиха были безуспешны. Он даже отправил в крепость шпиона с заданием отравить организатора обороны, великого магистра ордена госпитальеров Пьера Д’Обюссона, но шпион был схвачен и повешен. Не сумев захватить Родос, Месих ещё 11 дней откладывал отплытие в Стамбул, опасаясь реакции Мехмеда, однако Мехмед лишь лишил его звания визиря. Анджиолелло писал даже, что султан оставил Месиха санджакбеем Галлиполи. При этом известно, что в это время санджакбеем Галлиполи был Гедик Ахмед-паша, поэтому сведения Анджиолелло сомнительны.

### Карьера при Баязиде II
После смерти Мехмеда II 3 мая 1481 года в войне между сыновьями Мехмеда, Джемом и Баязидом, Месих оказался во фракции, поддерживавшей последнего. После восшествия Баязида на трон в мае или июне 1482 года при содействии Исхака-паши и Гедик Ахмеда-паши Месих стал визирем вместо Джезери Касыма-паши. Несмотря на возникшие впоследствии сомнения Баязида в Исхаке и Гедике, в преданности Месиха у султана сомнений не было. Зять назначенного великим визирем Исхака-паши, Гедик Ахмед, был заподозрен в симпатии к Джему, поскольку был его лалой. В начале лета 1482 года Баязид заключил Гедик Ахмеда в тюрьму, но не учёл, что тот популярен среди янычар. Они ворвались во дворец и угрожали султану, требуя освободить своего командира. Баязид послал к бунтующим переговорщиков, среди которых был Месих. Месих проявил дипломатические способности и смог уговорить солдат успокоиться. Он принял все их требования, среди которых было обязательство султана назначать визирями только из военных, набранных по девширме. Последнее условие дало понять Баязиду, что его безопасность зависит от фракции военных. Ещё раз проявить способности дипломата Баязиду пришлось в сентябре 1482 года, когда Джем оказался на Родосе у госпитальеров. Переговоры с османской стороны вели Гедик Ахмед и Месих. Гедик не шёл ни на какие уступки, а Месих смог достичь с великим магистром соглашения, главным в котором было заключение Джема, чем Баязид был удовлетворён. Это увеличило доверие Баязида II к Месиху.
В это время в диване доминировали военные, набранные по девширме (Давуд, Херсекли, Месих). В самые важные провинции Баязид послал санджакбеями евнухов из гарема, которым доверял (Яхья, Якуб, Али, Халил, Фируз). Из-за влияния Гедик Ахмеда на янычар Баязид считал его угрозой своему трону, поэтому казнил его 18 ноября 1482 года. С этого момента начался новый этап — контроль правительства со стороны евнухов. Летом или в начале осени 1483 года Исхак-паша был снят с поста великого визиря, Давуд-паша, который был уже вторым визирем 20 февраля 1482 года, сменил Исхака-пашу. Историк Рейндл, ссылаясь на Кемальпашазаде, утверждала, что после Исхака великим визирем стал Месих, остававшийся в должности до 1485 года. Однако согласно Анонимной османской хронике Месих был вторым визирем, а до 30 января 1484 года великим визирем был Давуд.
18 января 1485 года Месих был внезапно снят с должности: по словам Кемальпашазаде султан был в бешенстве, однако причина этого неизвестна. Сначала Месих был направлен в Филибе в должность субаши. Отправка бывшего визиря в столь незначительное место может быть связана с проблемой Джема или Османо-мамлюкской войной, которая началась в это время. В архиве дворца-музея Топкапы сохранилось письмо Месиха-паши, вероятно, того времени. Он писал Баязиду, что был лишён расположения султана только из-за интриг врагов, и просил позволить ему вернуться. Вероятно в связи с этим письмом в 1487 году Месих получил назначение санджакбеем в Каффу. Согласно таможенному реестру Каффы 1487/88 года Месих владел судном, активно курсировавшем между Стамбулом и Каффой и перевозившим на продажу рабов, которых добывал кетхюда Месиха под Азовом. В 1489 году санджакбеем Каффы был назначен шехзаде Мехмет, сын Баязида. Видимо, в это же время Месих-паша был переведён в другое место службы, но данных об этом нет. Противоречивые данные связывают дальнейшую службу Месиха с Силистрой или Аккерманом. Согласно Кемальпашазаде, в 1497 году Месих был санджакбеем Силистры и уджбеем Аккермана и Килии, в то время как Оруч-бей (кон. XV — нач. XVI века) называл Месиха санджакбеем лишь Аккермана. Х. Иналджик писал, что, согласно источникам, 27 ноября 1497 года Месих был санджакбеем Аккермана. В 1501 году документы фиксируют его пребывание в Силистре в качестве санджакбея.
Летом 1497 года король Польши Ян I Ольбрахт, желая посадить княжить в Молдавии своего брата Сигизмунда, чтобы удобнее было затем вести борьбу с османами, напал на молдавского господаря Стефана. Экспедиция закончилась поражением поляков, после которого татары и османы напали на Польшу. Данные о действиях Месиха в этой кампании разнятся. Автор Анонимной османской хроники отмечал важную роль Месиха в остановке польской армии. Будто бы Месих в союзе с молдавским господарем Стефаном захватил 29 знамён и множество пленных и всё это отправил султану, чтобы добиться его благосклонности. Однако, согласно дефтердарам периода правления Баязида, Месих-паша не участвовал в боях, отправив вместо себя Яхью-агу. Возможно, именно это привело к увольнению Месиха в 1498 году после разгрома поляков.
Летом 1499 года Месих совершил хадж, по мнению Х. Иналджика паломничество Месиха было расчётом попасть в Стамбул. После опалы 1485 года Месих-паша не мог вернуть расположение и доверие султана в течение четырнадцати лет.

### Назначение Великим визирем
Османист Х. Рейндл-Киль полагала, ссылаясь на М. Санудо и Кемальпашазаде, что в 1499 году после смерти Чандарлы Ибрагима-паши стал Месих. Х. Иналджик утверждал, что Месих был назначен визирем, и что слово bassa, употреблённое Санудо, не обязательно означает великого визиря. В феврале 1500 года великим визирем был Якуб-паша, первый великий визирь из евнухов, пришедший на этот пост после смерти Чандарлы Ибрагима-паши, а в июле-августе 1500 года Месих все ещё упоминался как второй визирь. Х. Рейндл-Киль, не оспаривая этих фактов, полагала, что Месих продержался на посту великого визиря недолго, лишь два месяца, и к февралю Хадым Якуб-паша уже сменил Месиха-пашу, снятие которого возможно, было вызвано мнением, что он друг Венеции.
По мнению Х. Иналджика, учитывая опыт Месиха в военно-морских делах, его знание западной политики и его семейные связи с Венецией, он был наиболее полезным человеком в османо-венецианской войне, начавшейся в июне 1499 года. В должности второго визиря Месих принимал участие в Морейской кампании Баязида в 1500 году. После войны с венецианцами 25 марта 1501 года Месих-паша был назначен великим визирем. По мнению Х. Иналджика «нет сомнений, что весной 1501 года Месих был назначен великим визирем впервые».

Надгробие Месиха-паши

В 1500 году сипахи в Карамане, недовольные сокращением доходов тимаров, восстали. Их предводителем они назвали племянника Касым-бея Караманида, Мустафу, призвав его из Ирана. Восстание поддержало племя варсак. Согласно Идрису Бидлиси, в марте-апреле 1501 года Месих уехал из Стамбула в Таш-или, ему удалось убедить вождей племени не оказывать поддержку Караманиду. Мустафа не смог противостоять османским силам без поддержки и бежал в Мамлюкский султанат, где умер в 1513 году. Добившись покорности вождей племени, Месих вернулся в Стамбул в середине июля 1501 года, полностью выполнив свою миссию. Тем не менее, по возвращении в Стамбул он получил не похвалы, а гнев султана. Дело в том, что Месих не сообщил Баязиду вовремя, что Лесбос был взят французами и венецианцами. Султан несколько раз ударил его по руке луком, сказав много грубых слов.
Спандунес утверждал, что Месих сломал шею во время операции на Лесбосе, однако другие источники описывают смерть Месиха иначе. 17 ноября 1501 года в Стамбуле произошёл крупный пожар в Галате из-за того, что молния ударила в пороховой склад. Когда Месих наблюдал за тушением пожара, падающий камень ранил его в ногу, и через пять дней он скончался. Хотя Месих преобразовал в мечеть храм в Стамбуле в год своей смерти, он был похоронен рядом с мечетью своего брата Хасс Мурада-паши.
У Месиха-паши было три сына: Али-бей, Махмуд-челеби и Бали-бей, санджакбей Приштины в 1503 году. Внук Месиха, Ахмед-бей, в 1519 году был попечителем вакуфа Месиха-паши в Галлиполи.
Теодор Спандунес писал о нём: «он был яростным врагом христиан». Саад-эд-дин отозвался о нём так: «Месих-паша похож на Ису».